# 牛出血熱
牛出血熱（うししゅっけつねつ、英:bovine petechial fever）とは、Cytoecetes ondiri感染を原因とするウシの感染症。
Cytoecetes ondiriはヒツジにも感染する。
症状は発熱、脱力、舌、結膜、膣粘膜の出血。治療にはテトラサイクリン系抗生物質およびグロサクソンを使用する。